# Beyt-e Khalāf
Beyt-e Khalāf är en ort i Iran.   Den ligger i provinsen Khuzestan, i den centrala delen av landet, 500 km söder om huvudstaden Teheran. Beyt-e Khalāf ligger 58 meter över havet och antalet invånare är 181.
Terrängen runt Beyt-e Khalāf är platt, och sluttar västerut.Runt Beyt-e Khalāf är det ganska tätbefolkat, med 58 invånare per kvadratkilometer. Närmaste större samhälle är Beyt-e Bāvī, 12,2 km söder om Beyt-e Khalāf. Trakten runt Beyt-e Khalāf är ofruktbar med lite eller ingen växtlighet.